# Liste von Güterwagen der Seetalbahn
Die Liste von Güterwagen der Seetalbahn ist eine Zusammenstellung von bei der Seetalbahn (STB) in der Zeit zwischen 1883 und 1922 beschafften und zum Einsatz gekommenen bahneigenen Güterwagen.

## Historische Entwicklung des Güterwagenbestandes
Die STB war eine kleinere Eisenbahngesellschaft und hatte während ihrer Existenz nie mehr als 100 Güterwagen im Einsatz. 1922 übernahm die SBB insgesamt 86 Güterwagen und vier Arbeitswagen.

## Farbgebung und Beschriftung
Güterwagen waren in der Regel grau gestrichen und hatten eine weisse Beschriftung. Eilgutwagen mit Luftbremse und Dampfleitung waren rot mit weisser Aufschrift. Als Eigentumsmerkmal trugen alle Wagen das Kürzel «S.T.B.», später «STB», auf den Wagenseiten und zusätzlich an den Langträgern.

## Gattungszeichen

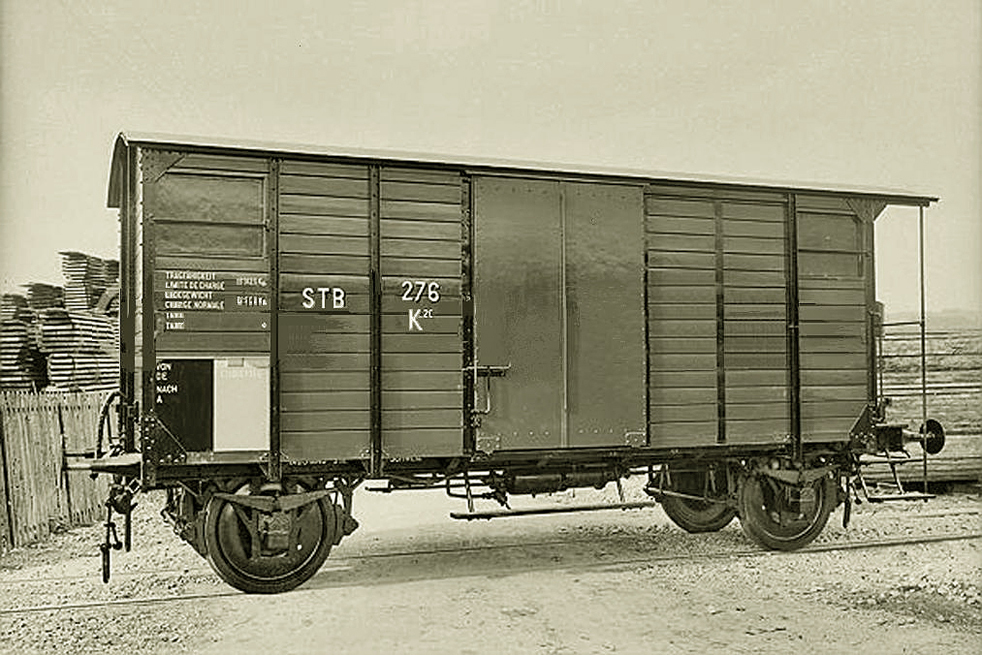
Gedeckter Güterwagen K^{2c} 276

Zur Unterscheidung unterschiedlicher Bauserien des gleichen Grundtyp (offener Wagen usw.), wurden hochgestellte Ziffern oder Buchstaben verwendet. Die Ziffern bezogen sich auf unterschiedliches Ladegewicht, die Buchstaben auf die Verwendungsfähigkeit.
| Gattungszeichen | Wagenart                         | Unterteilung                                  |
| --------------- | -------------------------------- | --------------------------------------------- |
| G               | Gedeckte Güterwagen              | Mit Luftbremse und Dampfleitung (Eilgutwagen) |
| K               | Gedeckte Güter- und Viehwagen    |                                               |
| L               | Offene Güterwagen                | Wände/Borden höher als 60 cm                  |
| M               | Niederbord- und Flachwagen       | Wände/Borden maximal 60 cm hoch               |
| N               | Drehschemelwagen (Langholzwagen) |                                               |

## Datenlage
Die Angaben in dieser Liste beruhen, soweit nicht anders vermerkt, auf den Angaben im Projekt Lokstatistik von Josef Pospichal (siehe Weblinks) und der Archiv-Datenbank der Stiftung Historisches Erbe der SBB.

## Liste

### Gedeckte Güterwagen
| Gattungszeichen  | Gattungszeichen  | Herstelldaten | Herstelldaten | Herstelldaten | Wagennummern je Epoche | Wagennummern je Epoche | Wagennummern je Epoche | Ausmusterung | Zeichnung | Bemerkungen                                         |
| STB              | SBB              | Baujahr       | Hersteller    | Anz.          | STB                    | SBB                    | SBB ab 1934            |              |           |                                                     |
| ---------------- | ---------------- | ------------- | ------------- | ------------- | ---------------------- | ---------------------- | ---------------------- | ------------ | --------- | --------------------------------------------------- |
| K                | K                | 1883          |               | 5             | 201–205                | 27401–27405            |                        | 1923–1933    |           |                                                     |
| K                | K                | 1884          |               | 5             | 206–210                | 27406–27410            |                        | 1925–1948    |           |                                                     |
| K                | K                | 1884          |               | 13            | 211–223                | 27411–27422            |                        | 1925–1948    |           | Wagen 216 nach Brand 1910 Umbau in L 310            |
| K                | K                | 1885          |               | 5             | 224–228                | 27423–27427            |                        | 1925–1948    |           |                                                     |
| GR1 ab 1902: K2c | K2c              | 1890          |               | 8             | 251–258                | 35381–35386            |                        | 1975–1976    |           | Nr. 251 und 257 in 1905 zu Spezialwagen Oc umgebaut |
| GR1              | K2c ab 1934: K2a | 1898          | SIG           | 7             | 261–267                | 35387–35393            | 36959–36965            | 1967–1972    |           |                                                     |
| K2c              | K2c              | 1907          | Schlieren     | 6             | 271–276                | 36994–36999            |                        | 1964–1982    |           |                                                     |

### Offene Güterwagen
| Gattungszeichen | Gattungszeichen | Herstelldaten | Herstelldaten | Herstelldaten | Wagennummern je Epoche | Wagennummern je Epoche | Wagennummern je Epoche | Ausmusterung | Zeichnung | Bemerkungen |
| STB             | SBB             | Baujahr       | Hersteller    | Anz.          | STB                    | SBB                    | SBB ab 1930            |              |           | |
| --------------- | --------------- | ------------- | ------------- | ------------- | ---------------------- | ---------------------- | ---------------------- | ------------ | --------- | --- |
| L               | L               | 1883          |               | 10            | 301–310                | 47591–47600            |                        | 1925–1934    |           | Die Wagen 301, 303, 307 und 308 wurden von 1885 und 1892 mit Bestuhlung als Sommerwagen eingesetzt. Wagen 310 entstand nach Brand aus Wagen K 216 |
| LR              | L3 ab 1930: L   | 1890          |               | 4             | 351–354                | 51071–51074            | 47097–47100            | 1947–1965    |           | |
| LR              | L4              | 1898          |               | 8             | 361–368                | 52360–52367            |                        | 1964–1968    |           | |

### Niederbord- und Flachwagen
| Gattungszeichen | Gattungszeichen | Herstelldaten | Herstelldaten | Herstelldaten | Wagennummern je Epoche | Wagennummern je Epoche | Wagennummern je Epoche | Ausmusterung | Zeichnung | Bemerkungen             |
| STB             | SBB             | Baujahr       | Hersteller    | Anz.          | STB                    | SBB                    | SBB ab 1924            |              |           |                         |
| --------------- | --------------- | ------------- | ------------- | ------------- | ---------------------- | ---------------------- | ---------------------- | ------------ | --------- | ----------------------- |
| M               | M               | 1883          |               | 8             | 401–408                | 59671–59678            |                        | 1923–1935    |           |                         |
| M               | Sc              | 1913          |               | 7             | 451–454, 456–458       | 98684–98690            | 97923–97929            | 1946–1947    |           | Umbau aus Personenwagen |

### Drehschemelwagen
| Gattungszeichen | Gattungszeichen | Herstelldaten | Herstelldaten | Herstelldaten | Wagennummern je Epoche | Wagennummern je Epoche | Ausmusterung | Zeichnung | Bemerkungen |
| STB             | SBB             | Baujahr       | Hersteller    | Anz.          | STB                    | SBB                    |              |           |             |
| --------------- | --------------- | ------------- | ------------- | ------------- | ---------------------- | ---------------------- | ------------ | --------- | ----------- |
| N               | N               | 1883          |               | 2             | 501–502                | 70745–70746            | 1932         |           |             |

### Spezialwagen für Milchtransport
| Gattungszeichen | Gattungszeichen | Herstelldaten | Herstelldaten | Herstelldaten | Wagennummern je Epoche | Wagennummern je Epoche | Wagennummern je Epoche | Ausmusterung | Zeichnung | Bemerkungen                                |
| STB             | SBB             | Baujahr       | Hersteller    | Anz.          | STB                    | SBB                    | SBB ab 1924            |              |           |                                            |
| --------------- | --------------- | ------------- | ------------- | ------------- | ---------------------- | ---------------------- | ---------------------- | ------------ | --------- | ------------------------------------------ |
| Oc              | Oc ab 1924 K2c  | 1905          |               | 2             | 601–602                | 72407–72408            | 35379–35380            | 1975–1977    |           | Entstanden aus Umbau der Wagen 251 und 257 |

### Arbeitswagen
Neben den in der Liste aufgeführten Güterwagen besass die STB einige Arbeitswagen für Wartung und Reparatur. Bereits 1897 wurde ein spezieller Kranwagen mit der Kennzeichnung X1 angeschafft. Zwischen 1910 und 1916 entstanden durch Umbau ausrangierter Personen- bzw. Gepäckwagen je ein Spritzwagen, Werkzeugwagen und Unkrautwagen mit den Nummern Xc 2 bis 4.